# Esferobismoïta
L'esferobismoïta és un mineral de la classe dels òxids. Rep el seu nom per la forma dels seus agregats, esfèrics, i la seva composició, bismut i oxigen.

## Característiques
L'esferobismoïta és un òxid de fórmula química Bi₂O₃. Va ser aprovada com a espècie vàlida per l'Associació Mineralògica Internacional l'any 1993. Cristal·litza en el sistema tetragonal. És un polimorf de la bismita. La seva duresa a l'escala de Mohs és 4.
Segons la classificació de Nickel-Strunz, l'esferobismoïta pertany a «04.CB: Òxids amb proporció metall:oxigen = 2:3, 3:5, i similars, amb cations de mida mitja» juntament amb els següents minerals: brizziïta, corindó, ecandrewsita, eskolaïta, geikielita, hematites, ilmenita, karelianita, melanostibita, pirofanita, akimotoïta, romanita, tistarita, avicennita, bixbyita, armalcolita, pseudobrookita, mongshanita, zincohögbomita-2N2S, zincohögbomita-2N6S, magnesiohögbomita-6N6S, magnesiohögbomita-2N3S, magnesiohögbomita-2N2S, ferrohögbomita-2N2S, pseudorútil, kleberita, berdesinskiïta, oxivanita, olkhonskita, schreyerita, kamiokita, nolanita, rinmanita, iseïta, majindeïta, claudetita, estibioclaudetita, arsenolita, senarmontita, valentinita, bismita, sil·lenita, kyzylkumita i tietaiyangita.

## Formació i jaciments
Aquesta espècie ha estat descrita gràcies a diferents mostres trobades a la Selva Negra, a Alemanya, concretament a Wittichen, que pertany al municipi de Schenkenzell, i a Neubulach, que pertany a Calw. Són els dos únics indrets on ha estat descrita aquesta espècie mineral.